# Восстание на Тихорецкой
Восстание на Тихорецкой — эпизод Первой русской революции, события декабря 1905 года на станции Тихорецкой Владикавказской железной дороги (ныне — город Тихорецк Краснодарского края).

## Ход событий
Первые волнения на станции Тихорецкая начались ещё в январе 1905 года. 19 января казачьим нарядом была расстреляна политическая демонстрация рабочих станции, были погибшие и раненые.
8 декабря 1905 года боевая революционная дружина при поддержке приблизительно пяти сотен рабочих-путейцев атаковала Тихорецкое отделение Владикавказского жандармского полицейского управления железной дороги, взяла её начальника под арест и разоружила остальных полицейских. На станции Тихорецкой был учреждён Исполнительный комитет во главе с большевиками Л. И. Чернышёвым и М. К. Меньшиковым, который подменил собой государственную власть на станции. Исполком достаточно быстро установил связи с крестьянами и казаками из других населённых пунктов. Во время Ростовского восстания ряд рабочих станции отправился на подмогу к восставшим. На станции практически каждый день проходили митинги, на которых присутствовало большое количество посланников из других городов и селений. В свою очередь, рабочие станции неоднократно ездили в станицы, выступая на тамошних митингах.
К 19 декабря 1905 года восстание было полностью подавлено правительственными войсками.

## Память о восстании
- Здания, в которых работали руководители восстания Меньшиков (нынешняя улица Красноармейская, 67) и Чернышёв (нынешняя улица Путевая, 21), а также где располагался Исполком восставших (нынешняя улица Кирова, дом 16), объявлены памятниками историко-культурного наследия регионального уровня.
- Памятник погибшим во время подавления восстания установлен у проходной Тихорецкого машиностроительного завода имени Воровского (в годы Великой Отечественной войны уничтожен, после освобождения Тихорецка восстановлен).
- В честь Меньшикова назван городской клуб.